# 猪位金村
猪位金村（いいかねむら）は福岡県の中央部、田川郡にあった村。現在の田川市の南部、嘉麻市の一部にあたる。

## 地理
- 河川：中元寺川、猪位金川

## 歴史
- 1889年（明治22年）4月1日 町村制施行により、猪国村、位登村が合併し田川郡猪位金村が成立する。
- 1955年（昭和30年）4月5日 一部（猪国の一部）が山田市に、残部が田川市にそれぞれ編入され、消滅する。